# Deoli
Deoli é uma cidade  no distrito de Wardha, no estado indiano de Maharashtra.

## Geografia
Deoli está localizada a 20° 40′ N, 78° 29′ L. Tem uma altitude média de 262 metros (859 pés).

## Demografia
Segundo o censo de 2001, Deoli tinha uma população de 15,875 habitantes. Os indivíduos do sexo masculino constituem 51% da população e os do sexo feminino 49%. Deoli tem uma taxa de literacia de 72%, superior à média nacional de 59.5%: a literacia no sexo masculino é de 78% e no sexo feminino é de 65%. Em Deoli, 12% da população está abaixo dos 6 anos de idade.